# Capa límite

Ejemplo de capa límite laminar. Un flujo laminar horizontal uniforme es frenado al pasar sobre una superficie sólida (línea gruesa). El perfil de velocidad (u) del fluido dentro de la capa límite (área sombreada) depende de la distancia a la superficie (y). Debido al rozamiento, la velocidad del fluido en contacto con la placa es nula. Fuera de la capa límite, el fluido se desplaza prácticamente la misma velocidad que en las condiciones iniciales (u_{0}).

En mecánica de fluidos, la capa límite o capa fronteriza de un fluido es la zona donde el movimiento de este es perturbado por la presencia de un sólido con el que está en contacto por efecto de la viscosidad y la tensión cortante. La capa límite se entiende como aquella en la que la velocidad del fluido respecto al sólido en movimiento varía desde cero hasta el 99% de la velocidad de la corriente no perturbada.
La capa límite puede ser laminar o turbulenta; aunque también pueden coexistir en ella zonas de flujo laminar y de flujo turbulento. En ocasiones es de utilidad que la capa límite sea turbulenta. En aeronáutica aplicada a la aviación comercial, se suele optar por perfiles alares que generan una capa límite turbulenta, ya que esta permanece adherida al perfil a mayores ángulos de ataque que la capa límite laminar, evitando así que el perfil entre en pérdida, es decir, deje de generar sustentación aerodinámica de manera brusca por el desprendimiento de la capa límite, efecto también usado en las pelotas de golf por medio de sus poros para disminuir el arrastre evitando el desprendimiento de la capa límite. La ecuación de Bernoulli no puede predecir el arrastre aun cuando explica la sustentación, al ser una derivación sobre un fluido inviscido (no viscoso: por lo que no puede explicar el arrastre) e incompresible (densidad o volumen constante frente al cambio de presión: lo cual es necesario para producir sustentación) y de este problema surgió la teoría de capa límite para considerar la viscosidad conocida desde los tiempos del fluido newtoniano.
El espesor de la capa límite en la zona del borde de ataque o de llegada es pequeño, pero aumenta a lo largo de la superficie. Todas estas características varían en función de la forma del objeto (menor espesor de capa límite cuanta menor resistencia aerodinámica presente la superficie: ej. forma fusiforme de un perfil alar).

## Tipos de capa límite

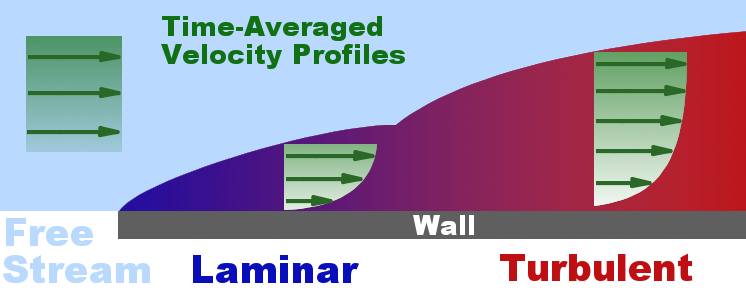
Visualización de la capa límite, mostrando la transición de la condición laminar a la turbulenta.

Las capas límite laminares pueden clasificarse a grandes rasgos en función de su estructura y de las circunstancias en las que se crean. La fina capa de cizalladura que se desarrolla en un cuerpo oscilante es un ejemplo de capa límite de Stokes, mientras que la capa límite de Blasius se refiere a la conocida solución de similitud cerca de una placa plana sujeta sostenida en un flujo unidireccional en sentido contrario y a la capa límite de Falkner-Skan, una generalización del perfil de Blasius. Cuando un fluido gira y las fuerzas viscosas se equilibran por el efecto Coriolis (en lugar de la inercia convectiva), se forma una capa de Ekman. En la teoría de la transferencia de calor, se produce una capa límite térmica. Una superficie puede tener varios tipos de capa límite simultáneamente.
La naturaleza viscosa del flujo de aire reduce las velocidades locales en una superficie y es responsable de la fricción superficial. La capa de aire sobre la superficie del ala que es frenada o detenida por la viscosidad, es la capa límite. Existen dos tipos diferentes de flujo de capa límite: laminar y turbulento.
Flujo de capa límite laminar
El límite laminar es un flujo muy suave, mientras que la capa límite turbulenta contiene remolinos o "eddies". El flujo laminar crea menos resistencia por fricción superficial que el flujo turbulento, pero es menos estable. El flujo de la capa límite sobre la superficie de un ala comienza como un flujo laminar suave. A medida que el flujo retrocede desde el borde de ataque, el espesor de la capa límite laminar aumenta.
Flujo de capa límite turbulento
A cierta distancia del borde de ataque, el flujo laminar suave se rompe y pasa a ser turbulento. Desde el punto de vista de la resistencia aerodinámica, es aconsejable que la transición de flujo laminar a turbulento se produzca lo más atrás posible en el ala, o que una gran parte de la superficie del ala se encuentre dentro de la porción laminar de la capa límite. Sin embargo, el flujo laminar de baja energía tiende a romperse más repentinamente que la capa turbulenta.

## Concepto de capa límite de Prandtl

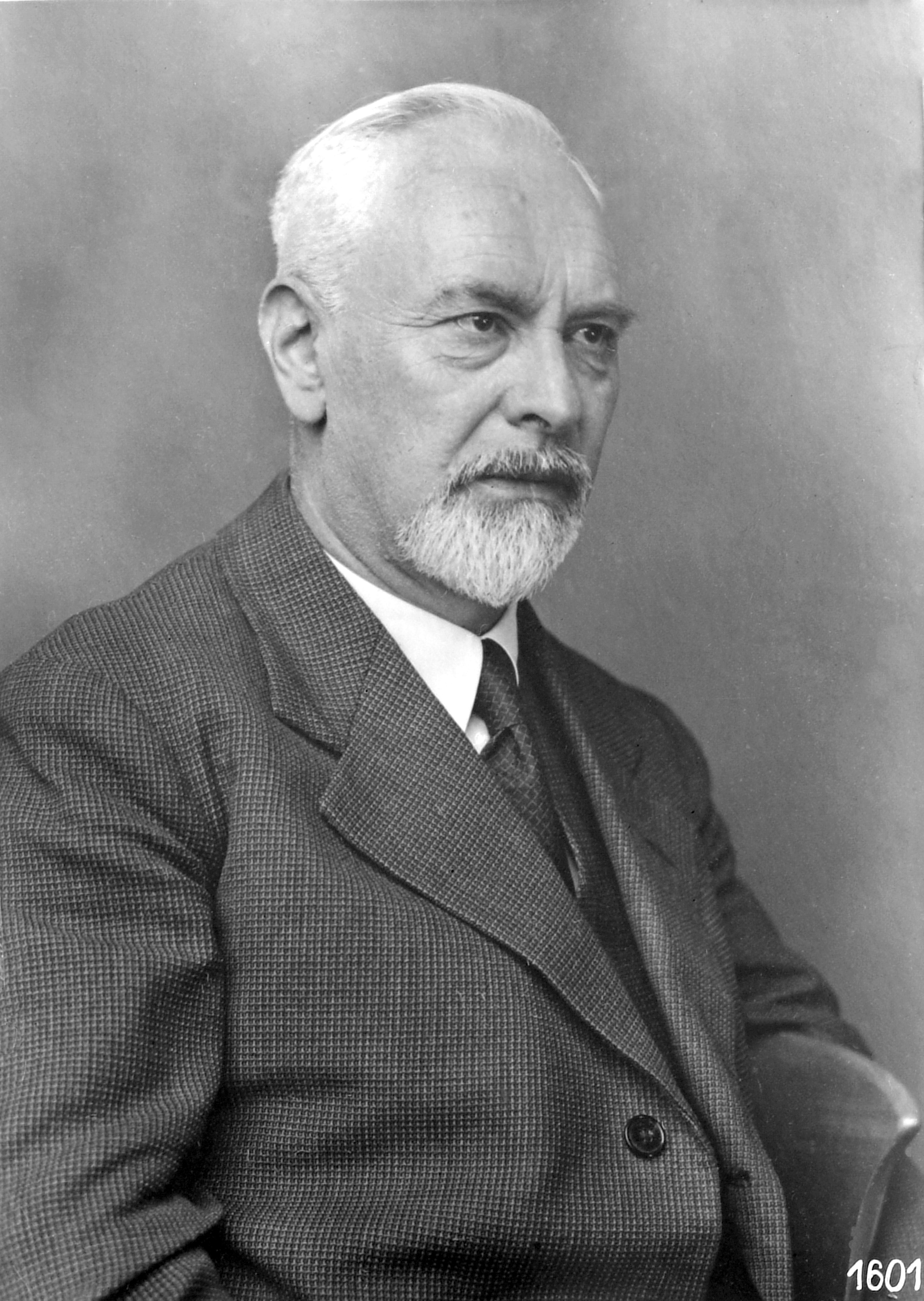
Ludwig Prandtl

Laminar boundary layer velocity profile

La capa límite Aerodinámica fue planteada por primera vez por Ludwig Prandtl en un artículo presentado el 12 de agosto de 1904 en el tercer Congreso Internacional de Matemáticos en Heidelberg, Alemania. Simplifica las ecuaciones del flujo de fluidos dividiendo el campo de flujo en dos zonas: una dentro de la capa límite, dominada por la viscosidad y creadora de la mayor parte de la resistencia experimentada por el cuerpo límite; y otra fuera de la capa límite, donde la viscosidad puede despreciarse sin efectos significativos en la solución. Esto permite una  solución de forma cerrada para el flujo en ambas zonas haciendo simplificaciones significativas de las ecuaciones de Navier-Stokes completas. La misma hipótesis es aplicable a otros fluidos (además del aire) de viscosidad moderada a baja, como el agua.  En el caso de que exista una diferencia de temperatura entre la superficie y el fluido, se observa que la mayor parte de la transferencia de calor hacia y desde un cuerpo tiene lugar en las proximidades de la capa límite de velocidad.  De nuevo, esto permite simplificar las ecuaciones en el campo de flujo fuera de la capa límite.  La distribución de la presión a lo largo de la capa límite en la dirección normal a la superficie (como un perfil aerodinámico) permanece relativamente constante a lo largo de la capa límite, y es la misma que en la propia superficie.
El espesor de la capa límite de velocidad se define normalmente como la distancia desde el cuerpo sólido hasta el punto en el que la velocidad del flujo viscoso es el 99% de la velocidad de la corriente libre (la velocidad superficial de un flujo no viscoso).[cita requerida] El espesor de desplazamiento es una definición alternativa que establece que la capa límite representa un déficit en el flujo de masa en comparación con el flujo no viscoso con deslizamiento en la pared. Es la distancia que debería desplazarse la pared en el caso no viscoso para obtener el mismo flujo de masa total que en el caso viscoso. La condición de no deslizamiento requiere que la velocidad del flujo en la superficie de un objeto sólido sea cero y que la temperatura del fluido sea igual a la temperatura de la superficie. La velocidad del flujo aumentará entonces rápidamente dentro de la capa límite, gobernada por las ecuaciones de la capa límite, abajo.
El espesor de la capa límite térmica es la distancia desde el cuerpo a la que la temperatura es el 99% de la temperatura de la corriente libre. La relación entre los dos espesores se rige por el número de Prandtl. Si el número de Prandtl es 1, las dos capas límite tienen el mismo espesor.  Si el número de Prandtl es mayor que 1, la capa límite térmica es más fina que la capa límite de velocidad. Si el número de Prandtl es inferior a 1, que es el caso del aire en condiciones estándar, la capa límite térmica es más gruesa que la capa límite de velocidad.
En los diseños de alto rendimiento, como los planeadores y los aviones comerciales, se presta mucha atención al control del comportamiento de la capa límite para minimizar la resistencia.  Hay que tener en cuenta dos efectos. En primer lugar, la capa límite aumenta el espesor efectivo del cuerpo, a través del espesor de desplazamiento, incrementando así la resistencia a la presión.  En segundo lugar, las fuerzas de cizalladura en la superficie del ala crean resistencia por fricción superficial.
A altos números de Reynolds, típicos de los aviones de gran tamaño, es deseable tener una capa límite de laminar. Esto da lugar a una menor fricción superficial debido al perfil de velocidad característico del flujo laminar. Sin embargo, la capa límite inevitablemente se espesa y se vuelve menos estable a medida que el flujo se desarrolla a lo largo del cuerpo, y finalmente se vuelve  turbulento, proceso conocido como transición de la capa límite. Una forma de solucionar este problema es aspirar la capa límite a través de una superficie  porosa (véase Succión de la capa límite). Esto puede reducir la resistencia, pero suele ser poco práctico debido a su complejidad mecánica y a la energía necesaria para mover el aire y eliminarlo. Las técnicas de flujo laminar natural (NLF) empujan la transición de la capa límite hacia la popa remodelando el perfil aerodinámico o el fuselaje para que su punto más grueso esté más a popa y sea menos grueso. De este modo se reducen las velocidades en la parte delantera y se consigue el mismo número de Reynolds con una mayor longitud.
Con números de Reynolds bajos, como los que se observan en los aviones de aeromodelismo, es relativamente fácil mantener un flujo laminar. Esto da lugar a una baja fricción superficial, lo cual es deseable. Sin embargo, el mismo perfil de velocidad que da a la capa límite laminar su baja fricción superficial también hace que se vea muy afectada por  gradientes de presión adversos. Cuando la presión comienza a recuperarse en la parte posterior de la cuerda del ala, la capa límite laminar tenderá a separarse de la superficie. Dicha separación de flujo provoca un gran aumento de la  resistencia a la presión, ya que incrementa en gran medida el tamaño efectivo de la sección alar. En estos casos, puede ser ventajoso provocar deliberadamente la turbulencia de la capa límite en un punto anterior al de la separación laminar, utilizando un turbulador. El perfil de velocidad más completo de la capa límite turbulenta le permite mantener el gradiente de presión adverso sin separarse. Así, aunque aumenta la fricción superficial, disminuye la resistencia global. Éste es el principio en el que se basan los hoyuelos de las pelotas de golf y los  generadores de vórtices de los aviones. También se han diseñado secciones de ala especiales que adaptan la recuperación de presión para reducir o incluso eliminar la separación laminar. Esto representa un compromiso óptimo entre la resistencia a la presión de la separación del flujo y la fricción superficial de la turbulencia inducida.
Cuando se utilizan semimodelos en túneles de viento, a veces se utiliza un peniche para reducir o eliminar el efecto de la capa límite.

## Ecuaciones de la capa límite
La deducción de las ecuaciones de la capa límite fue uno de los avances más importantes en la dinámica de fluidos. Utilizando un análisis de orden de magnitud, las conocidas ecuaciones de Navier-Stokes que gobiernan el flujo viscoso de fluidos pueden simplificarse en gran medida dentro de la capa límite. [pueden simplificarse en gran medida dentro de la capa límite. En particular, el característica de la Ecuaciones diferenciales parciales (EDP) se convierte en parabólica, en lugar de la forma elíptica de las ecuaciones de Navier-Stokes completas. Esto simplifica enormemente la solución de las ecuaciones. Al hacer la aproximación de la capa límite, el flujo se divide en una parte no viscosa (que es fácil de resolver por varios métodos) y la capa límite, que se rige por una EDP más fácil de resolver. Las ecuaciones de continuidad y de Navier-Stokes para un flujo incompresible bidimensional constante en coordenadas cartesianas vienen dadas por
{\displaystyle {\partial u \over \partial x}+{\partial \upsilon  \over \partial y}=0}
{\displaystyle u{\partial u \over \partial x}+\upsilon {\partial u \over \partial y}=-{1 \over \rho }{\partial p \over \partial x}+{\nu }\left({\partial ^{2}u \over \partial x^{2}}+{\partial ^{2}u \over \partial y^{2}}\right)}
{\displaystyle u{\partial \upsilon  \over \partial x}+\upsilon {\partial \upsilon  \over \partial y}=-{1 \over \rho }{\partial p \over \partial y}+{\nu }\left({\partial ^{2}\upsilon  \over \partial x^{2}}+{\partial ^{2}\upsilon  \over \partial y^{2}}\right)}
donde {\displaystyle u} y {\displaystyle \upsilon } son las componentes de la velocidad, {\displaystyle \rho } es la densidad, {\displaystyle p} es la presión, y {\displaystyle \nu } es la viscosidad cinemática del fluido en un punto.
La aproximación establece que, para un número de Reynolds suficientemente alto, el flujo sobre una superficie puede dividirse en una región exterior de flujo no viscoso no afectado por la viscosidad (la mayor parte del flujo), y una región cercana a la superficie donde la viscosidad es importante (la capa límite). Sean {\displaystyle u} y {\displaystyle \upsilon } las velocidades de la corriente y transversal (normal a la pared) respectivamente dentro de la capa límite.  Usando análisis de escala, se puede demostrar que las ecuaciones de movimiento anteriores se reducen dentro de la capa límite a ser
{\displaystyle u{\partial u \over \partial x}+\upsilon {\partial u \over \partial y}=-{1 \over \rho }{\partial p \over \partial x}+{\nu }{\partial ^{2}u \over \partial y^{2}}}
{\displaystyle {1 \over \rho }{\partial p \over \partial y}=0}
y si el fluido es incompresible (como los líquidos en condiciones normales):
{\displaystyle {\partial u \over \partial x}+{\partial \upsilon  \over \partial y}=0}
El análisis del orden de magnitud supone que la escala de longitud en el sentido de la corriente es significativamente mayor que la escala de longitud transversal dentro de la capa límite.  De ello se deduce que las variaciones de las propiedades en la dirección de la corriente son generalmente mucho menores que las de la dirección normal de la pared. Si se aplica esto a la ecuación de continuidad, se observa que {\displaystyle \upsilon }, la velocidad normal de la pared, es pequeña comparada con {\displaystyle u}, la velocidad en el sentido de la corriente.
Como la presión estática {\displaystyle p} es independiente de {\displaystyle y}, entonces la presión en el borde de la capa límite es la presión en toda la capa límite en una posición dada en el sentido de la corriente. La presión externa puede obtenerse mediante una aplicación de la ecuación de Bernoulli.  Sea {\displaystyle U} la velocidad del fluido fuera de la capa límite, donde {\displaystyle u} y {\displaystyle U} son ambas paralelas. Esto da al sustituir por {\displaystyle p} el siguiente resultado
{\displaystyle u{\partial u \over \partial x}+\upsilon {\partial u \over \partial y}=U{\frac {dU}{dx}}+{\nu }{\partial ^{2}u \over \partial y^{2}}}
Para un flujo en el que la presión estática {\displaystyle p} tampoco cambia en la dirección del flujo.
{\displaystyle {\frac {dp}{dx}}=0}
si {\displaystyle U} permanece constante.
Por lo tanto, la ecuación de movimiento se simplifica y pasa a ser
{\displaystyle u{\partial u \over \partial x}+\upsilon {\partial u \over \partial y}={\nu }{\partial ^{2}u \over \partial y^{2}}}
Estas aproximaciones se utilizan en una variedad de problemas prácticos de flujo de interés científico y de ingeniería. El análisis anterior es para cualquier laminar instantáneo o  turbulento, pero se utiliza principalmente en estudios de flujo laminar ya que el flujo medio es también el flujo instantáneo porque no hay fluctuaciones de velocidad presentes. Esta ecuación simplificada es una EDP parabólica y puede resolverse utilizando una solución de similitud a menudo denominada capa límite de Blasius.

### Teorema de transposición de Prandtl
Prandtl observó que a partir de cualquier solución {\displaystyle u(x,y,t),\ v(x,y,t)} que satisface las ecuaciones de la capa límite, se puede construir otra solución {\displaystyle u^{*}(x,y,t),\ v^{*}(x,y,t)}, que también satisface las ecuaciones de la capa límite, escribiendo
{\displaystyle u^{*}(x,y,t)=u(x,y+f(x),t),\quad v^{*}(x,y,t)=v(x,y+f(x),t)-f'(x)u(x,y+f(x),t)}
donde {\displaystyle f(x)} es arbitraria. Dado que la solución no es única desde el punto de vista matemático, a la solución se le puede añadir cualquiera de un conjunto infinito de funciones propias como demostró Stewartson. and Paul A. Libby.

## Capa límite turbulenta
El tratamiento de las capas límite turbulentas es mucho más difícil debido a la variación en función del tiempo de las propiedades del flujo.  Una de las técnicas más utilizadas para tratar los flujos turbulentos consiste en aplicar la descomposición de Reynolds. En ella, las propiedades instantáneas del flujo se descomponen en una componente media y otra fluctuante, suponiendo que la media de la componente fluctuante es siempre cero. Aplicando esta técnica a las ecuaciones de la capa límite se obtienen las ecuaciones completas de la capa límite turbulenta, poco frecuentes en la literatura:
{\displaystyle {\partial {\overline {u}} \over \partial x}+{\partial {\overline {v}} \over \partial y}=0}
{\displaystyle {\overline {u}}{\partial {\overline {u}} \over \partial x}+{\overline {v}}{\partial {\overline {u}} \over \partial y}=-{1 \over \rho }{\partial {\overline {p}} \over \partial x}+\nu \left({\partial ^{2}{\overline {u}} \over \partial x^{2}}+{\partial ^{2}{\overline {u}} \over \partial y^{2}}\right)-{\frac {\partial }{\partial y}}({\overline {u'v'}})-{\frac {\partial }{\partial x}}({\overline {u'^{2}}})}
{\displaystyle {\overline {u}}{\partial {\overline {v}} \over \partial x}+{\overline {v}}{\partial {\overline {v}} \over \partial y}=-{1 \over \rho }{\partial {\overline {p}} \over \partial y}+\nu \left({\partial ^{2}{\overline {v}} \over \partial x^{2}}+{\partial ^{2}{\overline {v}} \over \partial y^{2}}\right)-{\frac {\partial }{\partial x}}({\overline {u'v'}})-{\frac {\partial }{\partial y}}({\overline {v'^{2}}})}
Utilizando un análisis similar de orden de magnitud, las ecuaciones anteriores pueden reducirse a términos de orden principal. Eligiendo escalas de longitud {\displaystyle \delta } para cambios en la dirección transversal, y {\displaystyle L} para cambios en la dirección de la corriente, con {\displaystyle \delta <<L}, la ecuación del momento x se simplifica a:
{\displaystyle {\overline {u}}{\partial {\overline {u}} \over \partial x}+{\overline {v}}{\partial {\overline {u}} \over \partial y}=-{1 \over \rho }{\partial {\overline {p}} \over \partial x}-{\frac {\partial }{\partial y}}({\overline {u'v'}}).}
Esta ecuación no satisface la condición de no deslizamiento en la pared. Como hizo Prandtl para sus ecuaciones de la capa límite, debe utilizarse una nueva escala de longitud más pequeña para permitir que el término viscoso se convierta en orden principal en la ecuación del momento. Eligiendo {\displaystyle \eta <<\delta } como escala y, la ecuación de momento de orden principal para esta "capa límite interior" viene dada por:
{\displaystyle 0=-{1 \over \rho }{\partial {\overline {p}} \over \partial x}+{\nu }{\partial ^{2}{\overline {u}} \over \partial y^{2}}-{\frac {\partial }{\partial y}}({\overline {u'v'}}).}
En el límite de número de Reynolds infinito, puede demostrarse que el término de gradiente de presión no tiene efecto en la región interior de la capa límite turbulenta. La nueva "escala de longitud interna" {\displaystyle \eta } es una escala de longitud viscosa, y es de orden {\displaystyle {\frac {\nu }{u_{*}}}}, siendo {\displaystyle u_{*}} la escala de velocidad de las fluctuaciones turbulentas, en este caso una velocidad de fricción.
A diferencia de las ecuaciones de la capa límite laminar, la presencia de dos regímenes gobernados por diferentes conjuntos de escalas de flujo (es decir, la escala interior y exterior) ha hecho que encontrar una solución de similitud universal para la capa límite turbulenta sea difícil y controvertido. Para encontrar una solución de similitud que abarque ambas regiones del flujo, es necesario igualar asintóticamente las soluciones de ambas regiones del flujo. Este análisis dará como resultado la llamada Ley de la pared o Soluciones de ley de potencia.
También se han aplicado enfoques similares al análisis anterior para las capas límite térmicas, utilizando la ecuación de la energía en flujos compresibles.
El término adicional {\displaystyle {\overline {u'v'}}} en las ecuaciones de la capa límite turbulenta se conoce como esfuerzo cortante de Reynolds y es desconocido a priori. Por lo tanto, la solución de las ecuaciones de la capa límite turbulenta requiere el uso de un modelo de turbulencia, cuyo objetivo es expresar el esfuerzo cortante de Reynolds en términos de variables o derivadas de flujo conocidas. La falta de precisión y generalidad de tales modelos es un obstáculo importante en la predicción con éxito de las propiedades del flujo turbulento en la dinámica de fluidos moderna.
En la región próxima a la pared existe una capa de tensión constante. Debido a la amortiguación de las fluctuaciones verticales de velocidad cerca de la pared, el término de tensión de Reynolds será despreciable y encontraremos que existe un perfil de velocidad lineal. Esto sólo es cierto para la región muy cerca de la pared.

## Transferencia de calor y de masa
En 1928, el ingeniero francés André Lévêque observó que la transferencia de calor por convección en un fluido en movimiento sólo se ve afectada por los valores de velocidad muy próximos a la superficie. En los flujos con un número de Prandtl elevado, la transición temperatura/masa de la temperatura de la superficie a la temperatura de la corriente libre tiene lugar en una región muy delgada próxima a la superficie. Por lo tanto, las velocidades del fluido más importantes son las que se encuentran dentro de esta región muy fina en la que el cambio de velocidad puede considerarse lineal con la distancia normal desde la superficie. De este modo, para
{\displaystyle u(y)=U\left[1-{\frac {(y-h)^{2}}{h^{2}}}\right]=U{\frac {y}{h}}\left[2-{\frac {y}{h}}\right]\;,}
cuando {\displaystyle y\rightarrow 0}, entonces
{\displaystyle u(y)\approx 2U{\frac {y}{h}}=\theta y,}
donde θ es la tangente de la parábola de Poiseuille que interseca la pared.
Aunque la solución de Lévêque era específica para la transferencia de calor en un flujo de Poiseuille, sus conocimientos ayudaron a otros científicos a encontrar una solución exacta al problema de la capa límite térmica. Schuh observó que en una capa límite, u es de nuevo una función lineal de y, pero que en este caso, la tangente de la pared es una función de x. Lo expresó con una versión modificada del perfil de Lévêque,
{\displaystyle u(y)=\theta (x)y.}
Esto da lugar a una aproximación muy buena, incluso para números de {\displaystyle Pr} bajos, de modo que sólo los metales líquidos con {\displaystyle Pr} muy inferior a 1 no pueden tratarse de esta manera.
En 1962, Kestin y Persen publicaron un trabajo en el que describían soluciones para la transferencia de calor cuando la capa límite térmica está contenida completamente dentro de la capa de momento y para varias distribuciones de temperatura de pared. Para el problema de una placa plana con un salto de temperatura en {\displaystyle x=x_{0}}, proponen una sustitución que reduce la ecuación parabólica de la capa límite térmica a una ecuación diferencial ordinaria. La solución de esta ecuación, la temperatura en cualquier punto del fluido, puede expresarse como una función gamma incompleta. Schlichting propuso una sustitución equivalente que reduce la ecuación de la capa límite térmica a una ecuación diferencial ordinaria cuya solución es la misma función gamma incompleta.
Como es bien sabido a través de varios libros de texto, la transferencia de calor tiende a disminuir con el aumento de la capa límite. Recientemente, se observó en un caso práctico y a gran escala que el viento que fluye a través de un generador fotovoltaico tiende a "atrapar" el calor en los paneles fotovoltaicos bajo un régimen turbulento debido a la disminución de la transferencia de calor. A pesar de que frecuentemente se asume que es inherentemente turbulento, esta observación accidental demuestra que el viento natural se comporta en la práctica de manera muy similar a un fluido ideal, al menos en una observación que se asemeja al comportamiento esperado en una placa plana, lo que potencialmente reduce la dificultad de analizar este tipo de fenómeno a mayor escala.

## Constantes de transferencia convectiva a partir del análisis de la capa límite
Heinrich Blasius derivó una solución exacta para las ecuaciones anteriores de capa límite laminar. El espesor de la capa límite {\displaystyle \delta } es función del número de Reynolds para flujo laminar.
{\displaystyle \delta \approx 5.0{x \over {\sqrt {Re}}}}
{\displaystyle \delta } = el espesor de la capa límite: la región del flujo donde la velocidad es inferior al 99% de la velocidad del campo lejano.
{\displaystyle v_{\infty }}; {\displaystyle x} es la posición a lo largo de la placa semi-infinita, y
{\displaystyle Re} es el Número de Reynolds dado por {\displaystyle \rho v_{\infty }x/\mu } ({\displaystyle \rho =} densidad y {\displaystyle \mu =} viscosidad dinámica).
La solución Blasius utiliza condiciones de contorno en forma adimensional:
{\displaystyle {v_{x}-v_{S} \over v_{\infty }-v_{S}}={v_{x} \over v_{\infty }}={v_{y} \over v_{\infty }}=0}     para     {\displaystyle y=0}
{\displaystyle {v_{x}-v_{S} \over v_{\infty }-v_{S}}={v_{x} \over v_{\infty }}=1}     para     {\displaystyle y=\infty } y {\displaystyle x=0}

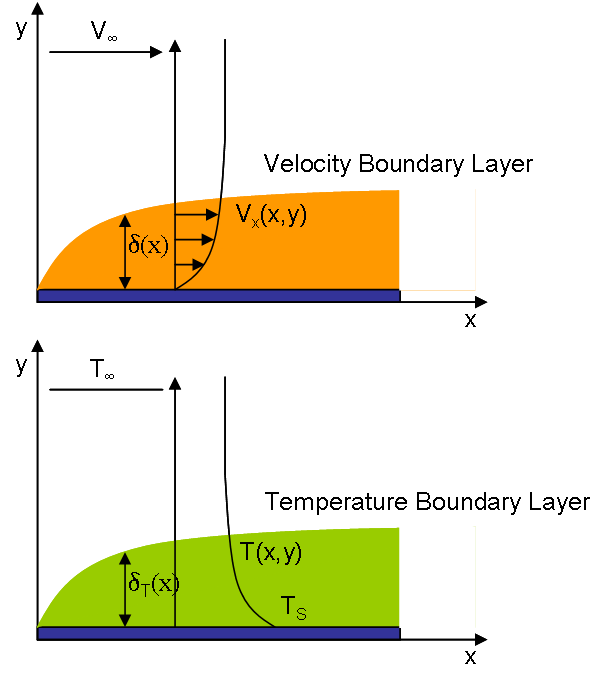
La capa límite de velocidad (arriba, naranja) y la capa límite de temperatura (abajo, verde) comparten una forma funcional debido a la similitud en los balances de momento/energía y las condiciones límite.

Téngase en cuenta que en muchos casos, la condición de no deslizamiento límite sostiene que {\displaystyle v_{S}}, la velocidad del fluido en la superficie de la placa es igual a la velocidad de la placa en todos los lugares. Si la placa no se mueve, entonces {\displaystyle v_{S}=0}. Se requiere una derivación mucho más complicada si se permite el deslizamiento del fluido.
De hecho, la solución de Blasius para el perfil de velocidad laminar en la capa límite sobre una placa semi-infinita puede extenderse fácilmente para describir las capas límite Térmica y de Concentración para la transferencia de calor y masa respectivamente. En lugar del balance diferencial x-momentum (ecuación de movimiento), se utiliza un balance de Energía y Masa derivado de forma similar:
Energía:         {\displaystyle v_{x}{\partial T \over \partial x}+v_{y}{\partial T \over \partial y}={k \over \rho C_{p}}{\partial ^{2}T \over \partial y^{2}}}
Masa:           {\displaystyle v_{x}{\partial c_{A} \over \partial x}+v_{y}{\partial c_{A} \over \partial y}=D_{AB}{\partial ^{2}c_{A} \over \partial y^{2}}}
Para el balance de momento, la viscosidad cinemática {\displaystyle \nu } puede ser considerada como la difusividad de momento. En el balance de energía se sustituye por la difusividad térmica {\displaystyle \alpha ={k/\rho C_{P}}}, y por la difusividad de masa {\displaystyle D_{AB}} en el balance de masa. En la difusividad térmica de una sustancia, {\displaystyle k} es su conductividad térmica, {\displaystyle \rho } es su densidad y {\displaystyle C_{P}} es su capacidad calorífica. El subíndice AB denota la difusividad de la especie A que difunde en la especie B.
Bajo la suposición de que {\displaystyle \alpha =D_{AB}=\nu }, estas ecuaciones se hacen equivalentes al balance de momento. Así, para el número de Prandtl {\displaystyle Pr=\nu /\alpha =1} y el número de Schmidt {\displaystyle Sc=\nu /D_{AB}=1} la solución de Blasius se aplica directamente.
En consecuencia, esta derivación utiliza una forma relacionada de las condiciones de contorno, sustituyendo {\displaystyle v} por {\displaystyle T} o {\displaystyle c_{A}} (temperatura absoluta o concentración de la especie A). El subíndice S denota una condición de superficie.
{\displaystyle {v_{x}-v_{S} \over v_{\infty }-v_{S}}={T-T_{S} \over T_{\infty }-T_{S}}={c_{A}-c_{AS} \over c_{A\infty }-c_{AS}}=0}     para     {\displaystyle y=0}
{\displaystyle {v_{x}-v_{S} \over v_{\infty }-v_{S}}={T-T_{S} \over T_{\infty }-T_{S}}={c_{A}-c_{AS} \over c_{A\infty }-c_{AS}}=1}     para     {\displaystyle y=\infty } y {\displaystyle x=0}
Utilizando la función de línea de corriente Blasius obtuvo la siguiente solución para el esfuerzo cortante en la superficie de la placa.
{\displaystyle \tau _{0}=\left({\partial v_{x} \over \partial y}\right)_{y=0}=0.332{v_{\infty } \over x}Re^{1/2}}
Y a través de las condiciones de contorno, se sabe que
{\displaystyle {v_{x}-v_{S} \over v_{\infty }-v_{S}}={T-T_{S} \over T_{\infty }-T_{S}}={c_{A}-c_{AS} \over c_{A\infty }-c_{AS}}}
Se dan las siguientes relaciones para el flujo de calor/masa fuera de la superficie de la placa
{\displaystyle \left({\partial T \over \partial y}\right)_{y=0}=0.332{T_{\infty }-T_{S} \over x}Re^{1/2}}
{\displaystyle \left({\partial c_{A} \over \partial y}\right)_{y=0}=0.332{c_{A\infty }-c_{AS} \over x}Re^{1/2}}
Así que para {\displaystyle Pr=Sc=1}
{\displaystyle \delta =\delta _{T}=\delta _{c}={5.0x \over {\sqrt {Re}}}}
donde {\displaystyle \delta _{T},\delta _{c}} son las regiones de flujo donde {\displaystyle T} y {\displaystyle c_{A}} son inferiores al 99% de sus valores de campo lejano.
Dado que el número de Prandtl de un fluido concreto no suele ser la unidad, el ingeniero alemán E. Polhausen, que trabajó con Ludwig Prandtl, intentó ampliar empíricamente estas ecuaciones para aplicarlas para {\displaystyle Pr\neq 1}. Sus resultados pueden aplicarse también a {\displaystyle Sc}. Descubrió que para un número de Prandtl superior a 0,6, el espesor de la capa límite térmica venía dado aproximadamente por:
{\displaystyle {\delta  \over \delta _{T}}=Pr^{1/3}}          y por lo tanto          {\displaystyle {\delta  \over \delta _{c}}=Sc^{1/3}}

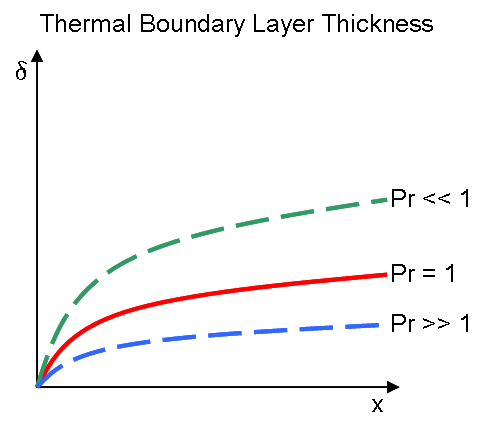

A partir de esta solución, es posible caracterizar las constantes de transferencia convectiva de calor/masa en función de la región de flujo de la capa límite. Ley de conducción de Fourier y Ley de enfriamiento de Newton se combinan con el término de flujo derivado anteriormente y el espesor de la capa límite.
{\displaystyle {q \over A}=-k\left({\partial T \over \partial y}\right)_{y=0}=h_{x}(T_{S}-T_{\infty })}
{\displaystyle h_{x}=0.332{k \over x}Re_{x}^{1/2}Pr^{1/3}}
Esto da la constante convectiva local {\displaystyle h_{x}} en un punto del plano semi-infinito. Integrando sobre la longitud de la placa se obtiene una media
{\displaystyle h_{L}=0.664{k \over x}Re_{L}^{1/2}Pr^{1/3}}
Siguiendo la derivación con términos de transferencia de masa ({\displaystyle k} = constante de transferencia de masa convectiva, {\displaystyle D_{AB}} = difusividad de la especie A en la especie B, {\displaystyle Sc=\nu /D_{AB}} ), se obtienen las siguientes soluciones:
{\displaystyle k'_{x}=0.332{D_{AB} \over x}Re_{x}^{1/2}Sc^{1/3}}
{\displaystyle k'_{L}=0.664{D_{AB} \over x}Re_{L}^{1/2}Sc^{1/3}}
Estas soluciones son válidas para un flujo laminar con un número de Prandtl/Schmidt superior a 0,6.

## Turbina de capa límite
Este efecto se explotó en la turbina Tesla, patentada por Nikola Tesla en 1913. Se denomina turbina sin álabes porque utiliza el efecto de capa límite y no un fluido que incide sobre los álabes como en una turbina convencional. Las turbinas de capa límite también se conocen como turbinas de cohesión, turbinas sin álabes y turbinas de capa Prandtl (en honor a Ludwig Prandtl).

## Predicción del espesor transitorio de la capa límite en un cilindro mediante análisis dimensional
Utilizando las ecuaciones de fuerza transitoria y viscosa para un flujo cilíndrico se puede predecir el espesor de la capa límite transitoria hallando el Número de Womersley ({\displaystyle N_{w}}).
Fuerza transitoria = {\displaystyle \rho vw}
Fuerza Viscosa = {\displaystyle {\mu v \over \delta _{1}^{2}}}
Igualándolas entre sí se obtiene:
{\displaystyle \rho vw={\mu v \over \delta _{1}^{2}}}
Resolviendo para delta se obtiene:
{\displaystyle \delta _{1}={\sqrt {\mu  \over \rho w}}={\sqrt {\ v \over \ w}}}
En forma adimensional:
{\displaystyle {L \over \delta _{1}}={L{\sqrt {w \over \ v}}}=N_{w}}
donde {\displaystyle N_{w}} = Número de Womersley; {\displaystyle \rho } = densidad; {\displaystyle v} = velocidad; {\displaystyle w=} ?; {\displaystyle \delta _{1}} = longitud de la capa límite transitoria; {\displaystyle \mu } = viscosidad; {\displaystyle L} = longitud característica.

## Predicción de las condiciones de flujo convectivo en la capa límite de un cilindro mediante análisis dimensional
Utilizando las ecuaciones de fuerza convectiva y viscosa en la capa límite para un flujo cilíndrico se pueden predecir las condiciones de flujo convectivo en la capa límite encontrando el Número de Reynolds adimensional ({\displaystyle Re}).
Fuerza convectiva: {\displaystyle \rho v^{2} \over \ L}
Fuerza viscosa: {\displaystyle {\mu v \over \delta _{2}^{2}}}
Igualándolas entre sí se obtiene:
{\displaystyle {\rho v^{2} \over \ L}={\mu v \over \delta _{2}^{2}}}
Resolviendo para delta se obtiene:
{\displaystyle \delta _{2}={\sqrt {\mu L \over \rho v}}}
En forma adimensional:
{\displaystyle {L \over \delta _{2}}={\sqrt {\rho vL \over \mu }}={\sqrt {Re}}}
donde {\displaystyle Re} = número de Reynolds; {\displaystyle \rho } = densidad; {\displaystyle v} = velocidad; {\displaystyle \delta _{2}} = longitud de la capa límite convectiva; {\displaystyle \mu } = viscosidad; {\displaystyle L} = longitud característica.

## Aplicaciones de su estudio
La capa límite se estudia para analizar la variación de velocidades en la zona de contacto entre un fluido y un obstáculo que se encuentra en su seno o por el que se desplaza. La presencia de esta capa es debida principalmente a la existencia de la viscosidad, propiedad inherente de cualquier fluido. Esta es la causante de que el obstáculo produzca una variación en el movimiento de las líneas de corriente más próximas a él. El hecho de que la viscosidad sea importante invalida un análisis apresurado en función del principio de Bernoulli del origen de las fuerzas aerodinámicas ya que dicho principio sólo es de aplicación cuando las fuerzas viscosas sean despreciables.
En la atmósfera terrestre, la capa límite es la capa de aire cercana al suelo y que se ve afectada por la convección debida al intercambio diurno de calor, humedad y momento con el suelo. 
En el caso de un sólido moviéndose en el interior de un fluido, una capa límite laminar proporciona menor resistencia al movimiento.

### En el caso de canales
La capa límite, en hidráulica, es la zona del flujo en un canal o en un tubo, donde se hace sentir fuertemente la rugosidad de tubo o del canal.
El efecto de la capa límite sobre el flujo puede asimilarse a un desplazamiento ficticio hacia arriba del fondo del canal a una posición virtual. Este desplazamiento se le denomina espesor de desplazamiento.
En el inicio del flujo en un canal que arranca, por ejemplo de un embalse o lago, el flujo es enteramente laminar. En estas situaciones se desarrolla una capa límite laminar cuyo espesor se va incrementando. A partir de una cierta distancia del arranque del canal la capa límite pasa a ser turbulenta, sin por ello desaparecer la capa límite laminar, cuyo espesor tiende asintóticamente a un valor que es función de la velocidad, de la viscosidad del agua y de la rugosidad de las paredes y fondo del canal.